# Santañí
Santañí o Santañy (oficialmente en catalán: Santanyí) es una localidad y municipio español situado en la parte suroriental de Mallorca, comunidad autónoma de las Islas Baleares. A orillas del mar Mediterráneo, este municipio limita con los de Felanich, Campos y Las Salinas.
El municipio santañinero es una de las cinco entidades que componen la comarca tradicional del Migjorn, y comprende los núcleos de población de Cala d'Or —el más habitado—, Santañí —capital municipal—, Alquería Blanca, Calonge, Cala Figuera, Porto Petro, Llombards, Cala Santañí, Cala Llombards, Son Móger, Cap d'es Moro y La Costa.

## Geografía
Los puntos más altos del municipio son el Puig Gros (271 m) y Sa Penya Bosca (280 m). El municipio de Santañí incluye aproximadamente 58 km de costa, de los cuales 28 km están urbanizados o modificados por el hombre, y el resto (20 km aproximadamente) se encuentra sin edificar o protegido por legislación autonómica (LEN), nacional (Ley 42/2007, sustituyendo la 4/1989) o europea (Red Natura 2000). La línea de costa presenta gran cantidad de calas de uso turístico y otras conservadas dentro del parque natural de Mondragón. El cabo de las Salinas es el punto más meridional de la isla de Mallorca.
| Noroeste: Campos                            | Norte: Felanich       | Nordeste: Felanich        |
| Oeste: Las Salinas                          |                       | Este: mar Mediterráneo    |
| Suroeste: Las Salinas y el mar Mediterráneo | Sur: mar Mediterráneo | Sureste: mar Mediterráneo |

## Demografía
Santañí cuenta con una población de 12 887 habitantes (INE 2024).
| Gráfica de evolución demográfica de Santañí entre 1842 y 2021 |
| |
| Población de derecho según los censos de población del INE Población de hecho según los censos de población del INEEn 1930 disminuye el término del municipio porque independiza a Las Salinas |

| Nacionalidad | Hombres | Mujeres | Total | %      | Proporción |
| ------------ | ------- | ------- | ----- | ------ | ---------- |
| Española     | 4538    | 4403    | 8941  | 72.5 % |            |
| Extranjera   | 1661    | 1719    | 3380  | 27.4 % |            |

## Economía
El municipio tiene su economía basada en el turismo, cuyos enclaves más importantes son Cala d'Or, Porto Petro y Cala Figuera. Tiene además una importante industria de piedra artesanal en la que destaca la piedra de Santañí, conocida por sus propiedades aislantes, su porosidad y su fácil trabajo.

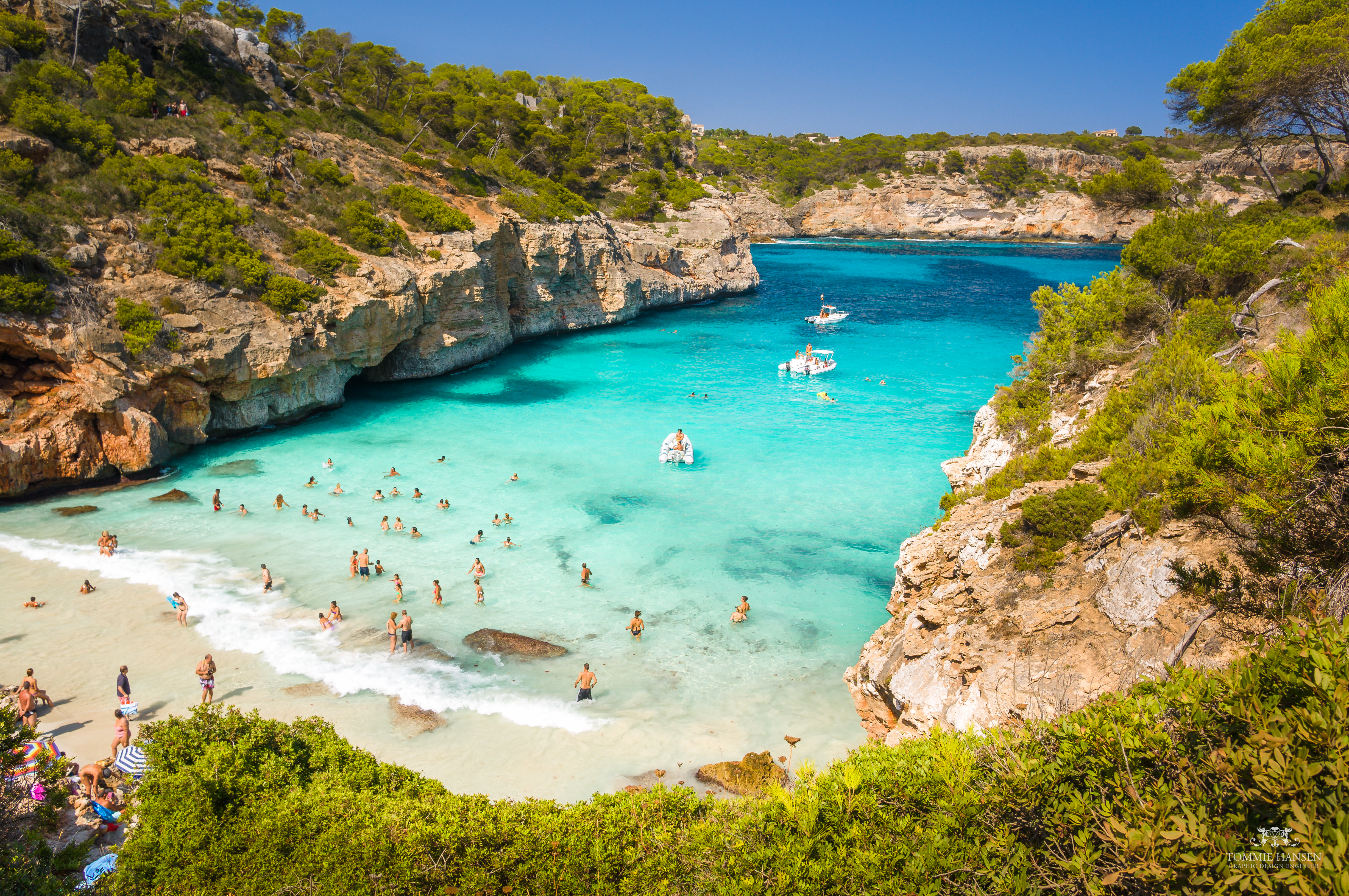
Caló d'es Moro
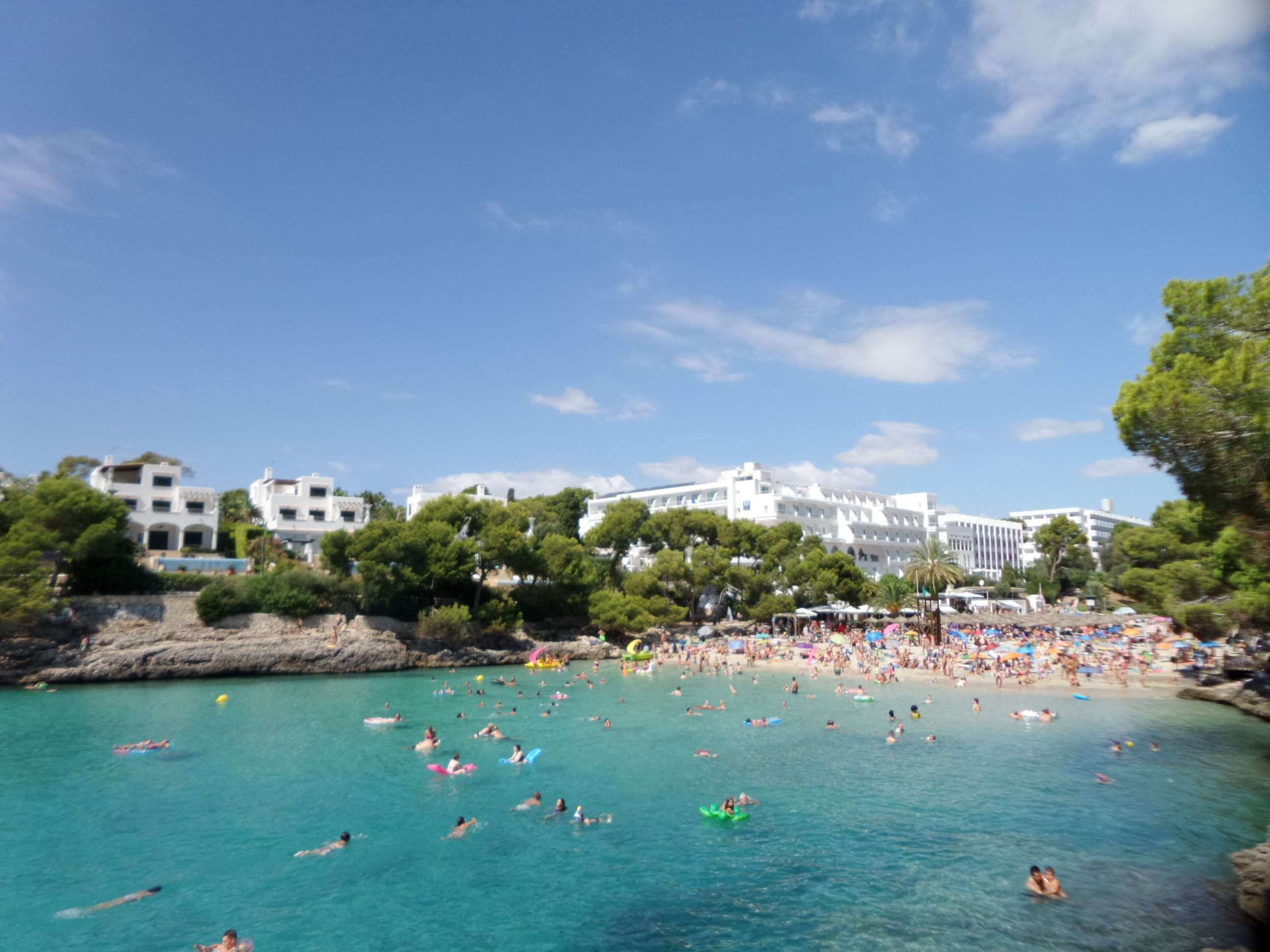
Playa de Cala Gran, en la localidad de Cala d'Or
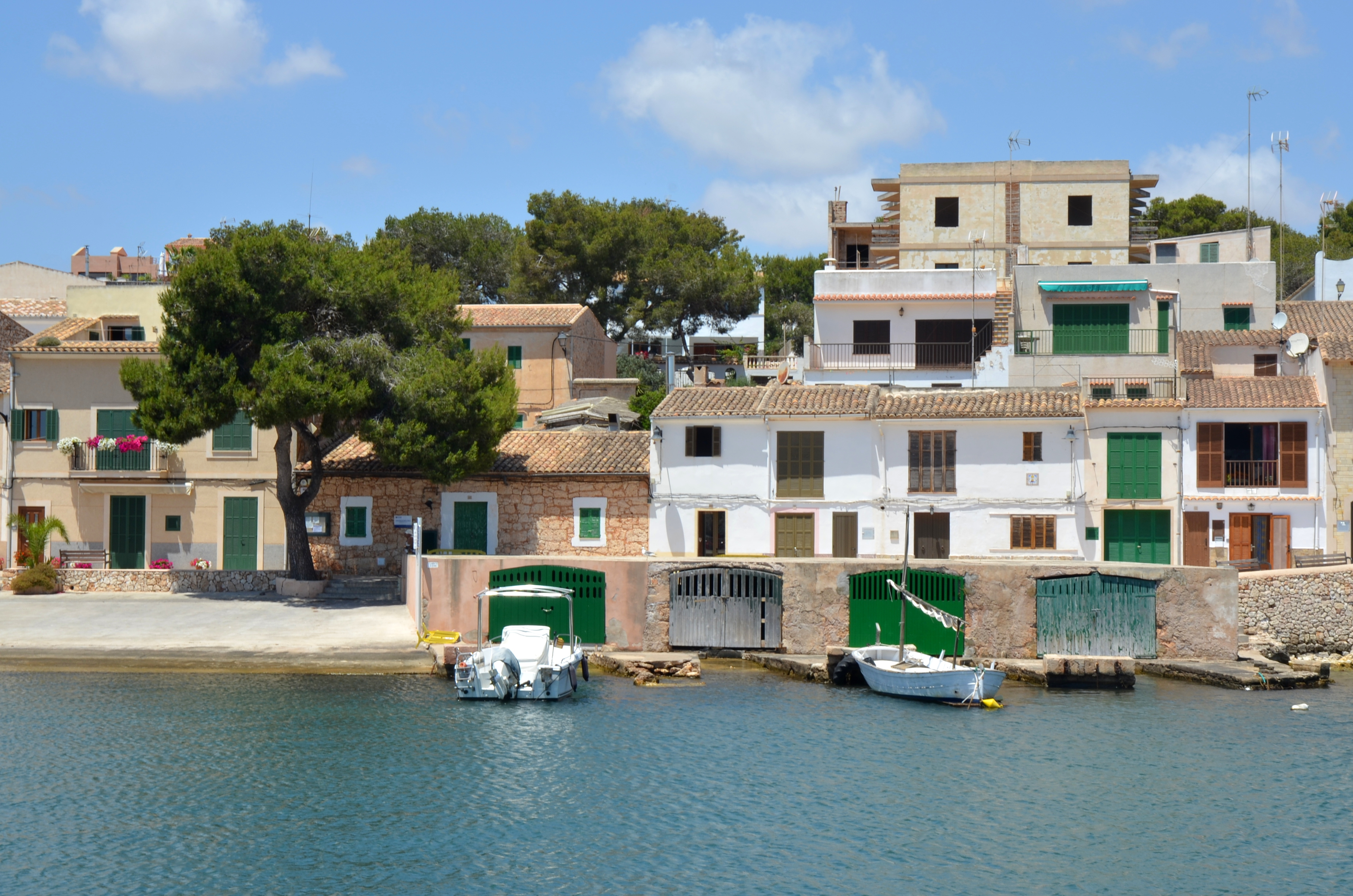
Porto Petro

## Administración y política
| Periodo   | Nombre                           | Partido | Partido                           |
| --------- | -------------------------------- | ------- | --------------------------------- |
| 1979-1983 | Cosme Adrover Obrador            |         | Unión de Centro Democrático (UCD) |
| 1983-1991 | Cosme Adrover Obrador            |         | Alianza Popular (AP)              |
| 1991-1999 | Cosme Adrover Obrador            |         | Partido Popular (PP)              |
| 1999-2013 | Miquel Vidal Vidal               |         | Partido Popular (PP)              |
| 2013-2019 | Llorenç Sebastià Galmés Verger   |         | Partido Popular (PP)              |
| 2019-act. | María Consolación Pons Monserrat |         | Partido Popular (PP)              |

| Partido político                                           | 2023    | 2023    | 2023       | 2019    | 2019    | 2019       | 2015  | 2015  | 2015       | 2011  | 2011  | 2011       | 2007          | 2007          | 2007          |
| Partido político                                           | %       | Votos   | Concejales | %       | Votos   | Concejales | %     | Votos | Concejales | %     | Votos | Concejales | %             | Votos         | Concejales    |
| Partido Popular (PP)                                       | 59,25   | 2895    | 11         | 55,60   | 2804    | 10         | 52,10 | 2616  | 10         | 52,61 | 2663  | 10         | 55,28         | 2892          | 10            |
| Suma-Alternativa per a Santanyí (AMS)-Més (PSM-IV-EN-APIB) | 19,99   | 977     | 3          | 29,56   | 1491    | 5          | 19,54 | 981   | 3          | 4,64  | 235   | 0          | Con PSIB-PSOE | Con PSIB-PSOE | Con PSIB-PSOE |
| Partit Socialista de les Illes Balears (PSIB-PSOE)         | 13,20   | 645     | 2          | 10,39   | 524     | 2          | 12,25 | 615   | 2          | 15,76 | 798   | 3          | 26,26         | 1374          | 4             |
| Vox                                                        | 6,18    | 302     | 1          | –       | –       | –          | –     | –     | –          | –     | –     | –          | –             | –             | –             |
| Proposta per les Illes (PI)                                | En Suma | En Suma | En Suma    | En Suma | En Suma | En Suma    | 14,98 | 752   | 2          | –     | –     | –          | –             | –             | –             |
| Convergència per les Illes (CxI)                           | –       | –       | –          | –       | –       | –          | –     | –     | –          | 9,94  | 503   | 2          | –             | –             | –             |
| Esquerra Republicana de les Illes Balears (ERIB)           | –       | –       | –          | –       | –       | –          | –     | –     | –          | 7,53  | 381   | 1          | –             | –             | –             |
| Lliga Regionalista de les Illes Balears (IB-Lliga)         | –       | –       | –          | –       | –       | –          | –     | –     | –          | 7,49  | 379   | 1          | –             | –             | –             |
| Unió Mallorquina (UM)                                      | –       | –       | –          | –       | –       | –          | –     | –     | –          | –     | –     | –          | 16,27         | 851           | 3             |

## Cultura
Santañí últimamente se ha convertido en un núcleo cultural importante de Mallorca, especialmente en el campo de la pintura, de la música y de la poesía, hasta el punto de que el investigador literario Jaume Vidal Alcover, profesor de la Universidad de Tarragona, ha llegado a hablar de la Escuela poética de Santañí, que ha influido sobre toda la poesía insular de las distintas promociones de la posguerra y de la cual, siguiendo su estudio, forman parte, entre otros, Bernardo Vidal Tomás, Blas Bonet y Lorenzo Vidal, fundador del Día Escolar de la No-violencia y la Paz (DENIP). Otros escritores del término son Miguel Pons Bonet, Antonia Vicens, Antonio Vidal Ferrando y Pablo Vadell, entre otros.